# Atherimorpha praefica
Atherimorpha praefica är en tvåvingeart som först beskrevs av Philippi 1865.  Atherimorpha praefica ingår i släktet Atherimorpha och familjen snäppflugor. Inga underarter finns listade i Catalogue of Life.